# Bonnie
Bonnie  è un nome proprio di persona inglese femminile.

## Origine e diffusione
Riprende il termine scozzese bonnie, "carina", a sua volta proveniente dal francese medio bon, "buono". È quindi affine per significato ai nomi Bella, Grażyna, Beau, Jamila, Callisto e Shayna.
Ha cominciato ad essere usato come nome proprio di persona negli Stati Uniti nel XIX secolo e si è diffuso soprattutto grazie al film del 1939 Via col vento, dove è il soprannome della figlia di Rossella O'Hara (Diletta nell'adattamento italiano). Molto nota è anche la criminale statunitense Bonnie Parker, la cui storia assieme a Clyde Barrow è spesso richiamata nella cultura popolare.

## Onomastico
Il nome è adespota, cioè non è portato da alcuna santa. Si può festeggiarne l'onomastico il 1º novembre, giorno di Ognissanti.

## Persone

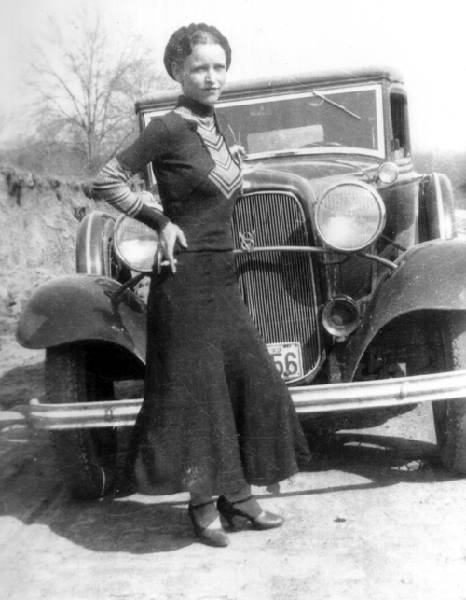
Bonnie Parker

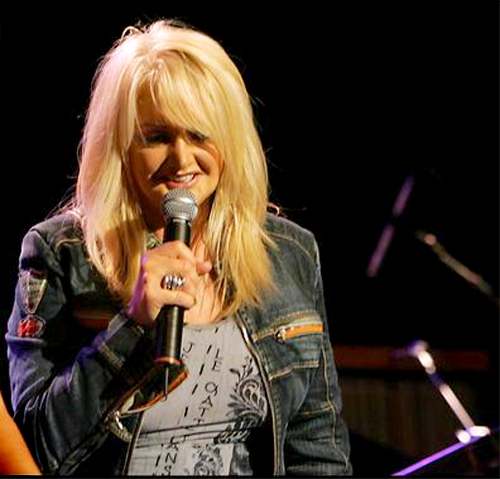
Bonnie Tyler

- Bonnie Bartlett, attrice statunitense
- Bonnie Bedelia, attrice statunitense
- Bonnie Bianco, attrice e cantante statunitense
- Bonnie Blair, pattinatrice di velocità su ghiaccio statunitense
- Bonnie Dasse, atleta statunitense
- Bonnie Dunbar, astronauta e scienziata statunitense
- Bonnie Gadusek, tennista statunitense
- Bonnie Hunt, attrice, regista e sceneggiatrice statunitense
- Bonnie McKee, cantautrice statunitense
- Bonnie Mealing, nuotatrice australiana
- Bonnie Parker, criminale statunitense
- Bonnie Raitt, cantante e chitarrista statunitense
- Bonnie Somerville, attrice e cantante statunitense
- Bonnie Tyler, cantante britannica
- Bonnie Wright, attrice e modella britannica

## Il nome nelle arti
- Bonnie Bennett è un personaggio della serie televisiva The Vampire Diaries.
- Bonnie Barstow è un personaggio della serie televisiva Supercar.
- Bonnie Blue Butler è un personaggio del film del 1939 Via col vento, diretto da Victor Fleming.
- Bonnie McCullough è un personaggio della serie di romanzi Il diario del vampiro, scritta da Lisa J. Smith, e della serie televisiva da essa tratta The Vampire Diaries.
- Bonnie Molloy è un personaggio della serie televisiva Una mamma quasi perfetta.
- Bonnie Rockwaller è un personaggio della serie animata Kim Possible.
- Bonnie Swanson è un personaggio della serie animata I Griffin.
- Bonnie è un antagonista del videogioco Five Nights at Freddy's; a dispetto del nome, è un maschio anche se potrebbe essere anche un rimando alla parola Bunny.
- Bonnie, un personaggio di Bonnie's Bakery
- Bonnie Lisbon, Bonaventure, è una delle sorelle Lisbon, del film Il giardino delle vergini suicide

## Toponimi
- 5947 Bonnie è un asteroide della fascia principale.